# Johann Heinrich Hennig
Johann Heinrich Hennig, auch Henning (* 12. Januar 1710 in Carlsfeld; † 17. September 1789 in Unterblauenthal), war ein deutscher Unternehmer. Er war Besitzer der Hammerwerke Wolfsgrün und Unterblauenthal im sächsischen Erzgebirge. 

## Leben
Er erwarb 1730 durch Ersteigerung das verschuldete Hammerwerk Wolfsgrün von Friedrich Siegel sowie im Jahre 1742 von Johann Schedlich dessen Hammerwerk in Unterblauenthal. Er verarbeitete dort u. a. am Auersberg gefundenes Zinnerz.